# Klasbak
De term klasbak komt voort uit het wielrennen en betekent "goede, slimme wielrenner".
Tegenwoordig wordt het als kwaliteitsaanduiding voor van alles gebruikt, van judoka's tot supermarkten.

## Etymologie
De term wordt toegeschreven aan oud-wielrenner en sportverslaggever Maarten Ducrot. Hij deed de bekende uitspraak "Karsten Kroon, wat een klasbak is dat toch".
Maar al eerder werd de term gebruikt door Vlaamse sportjournalisten. Het woord stond al in 1975 in het Limburgs Dagblad: "Kortom: Theo Smit is hoe dan ook een wat de Belgen noemen 'klasbak' (vrij vertaald: tot heel wat in staat)".
In Tim Krabbés boek De Renner (eerste druk 1978) komt de term ook al voor: "Hij kan ook goed klimmen en goed temporijden als het moet. Een klasbak, noemen ze zo'n jongen."
In september 1998 was de term opgenomen in in een overzicht van wielertermen in NRC Handelsblad. Daar betekent klasbak "renner met veel talent".
De Coster geeft in zijn Woordenboek van neologismen (1999) een ruimere omschrijving: "klas(se)bak, iemand die erg begaafd is in iets".

### Ruimer gebruik
In 1994 werd de term gebruikt in relatie tot de groente roodlof in een vaktijdschrift.
In België is er het "project Klasbak" om het (wettelijk afgedwongen) rookvrij maken van scholen te begeleiden. Klasbak is hier een samentrekking van "klas" en "asbak".